# Језеро Нарје
Нарје (пољ. Narie) - је језеро у северној Пољској. Налази се на Илавском појезерју у Варминско-Мазуријском војводству. Површина језера је 1240 ha.
Најближе веће село до којег долази железница је Жаби Рог, а град је Мораг. На језеру се налазе села: Кретовни (Kretowiny), Богачево (Bogaczewo), Богухвали (Boguchwały) и Вилново (Wilnowo). Обала је веома добро разруђена и дугачка је око 50 km. Дубина језера је на неколико места већа од 40 m и долази до 44 m. На језеру Нарје постоји 19 острва од којих су највећа: „Велико Острво“ (Duża Wyspa) - на коме расту стогодишње липе, „Мало Острво“ (Mała Wyspa), Духов (Duchów), Качи Остров (Kaczy Ostrów), Златно Острво (Złota Wyspa) ... Дужина језера у правцу север-југ износи скоро 10 km, док ширина варира од 150 m у северном делу до преко 3 km у средишњем делу. Из језера истиче у северном правцу мала речица Нарјенка. Прозирност воде је до 5 метара.